# I giardini della Luna
I giardini della Luna (titolo originale Gardens of the Moon) è un romanzo fantasy del 1999 dello scrittore canadese Steven Erikson, ed è il primo volume della serie La caduta di Malazan (in originale Malazan Book of the Fallen).

## Trama

### Prologo
Nell'anno 1154 del sonno di Burn il vasto impero Malazan perde il suo Imperatore Kellanved. Surly, comandante dell'Artiglio, ha preso il potere, divenendo Imperatrice e assumendo il nome Laseen, che nella sua lingua madre Napan significa "Signora del Trono". Un ragazzo di nobili origini, Ganoes Stabro Paran, osserva dall'alto della Roccaforte di Mock i tumulti che sconvolgono il Quartiere Topo della Città di Malaz e confessa ad un soldato, un arsore di ponti e comandante del Terzo, il suo desiderio di arruolarsi e divenire un eroe. Il ragazzo riferisce anche che ha saputo che la Prima Spada dell'Imperatore, Dassem Ultor, è morto nelle Sette Città in quanto "ha tradito un dio".

### Itko Kan
Anno 1161, settimo anno dell'Imperatrice Laseen. Ad Itko Kan, una provincia dell'Impero Malazan nel continente Quon Tali, viene scoperto un orribile massacro: l'intero Diciannovesimo Reggimento dell'Ottava Cavalleria di Itko è stato distrutto; uomini, donne e cavalli sono morti dilaniati da bestie possenti. Il massacro non ha risparmiato gli abitanti del vicino villaggio sul mare: contadini, pescatori, viandanti e gli animali sono stati uccisi, come se gli autori non volessero testimoni. 
Autori della strage sono stati due Ascendenti dell'Ombra - Ammanas e Cotillon - che hanno scatenato i Segugi e adesso prendono in loro potere una testimone, una ragazzina che sarà costretta ad agire come sicario al loro servizio.
Intanto il sospetto dell'Aggiunto dell'Imperatrice, una giovane donna di nome Lorn inviata sul posto per indagare, è che sia stata impiegata la magia, a scopo diversivo. Il giovane tenente Paran si trova con la sua compagnia sul luogo del massacro e su richiesta di Lorn diviene assistente dell'Aggiunto. Nel villaggio vicino sono morti quasi tutti gli abitanti, ma non si trovano un pescatore e la figlia, pertanto Lorn ordina una ricerca dei dispersi e richiede l'elenco dei nuovi soldati dell'esercito imperiale reclutati nelle vicinanze.
La ragazza sopravvissuta al massacro di Itko, e adesso al servizio dell'Ombra, viene reclutata nell'esercito Malazan dichiarando di chiamarsi "Dispiacere" e chiedendo di essere inviata alla campagna di Genabackan agli ordini del Gran Pugno Dujek. Il tenente Paran indaga alla città di Gerrom, completamente abbandonata; recatosi presso la sede della Polizia Imperiale, Paran la trova affollata di piccioni neri e di cadaveri di soldati, mentre tutti i registri del recente recultamento dell'esercito imperiale sono stati distrutti.
Fuori dalla città Paran incontra Topper, comandante dell'Artiglio dell'Impero, mago e in parte Tiste Andii. Topper apre un canale magico, attraverso il quale è anche possibile percorrere in breve tempo lunghe distanze, e scorta l'ufficiale ad Unta, la capitale imperiale, dove Paran incontra prima l'Imperatrice Laseen e poi l'Aggiunto Lorn.

### Pale

#### L'assedio e la caduta della città
Anno 1163, nono anno dell'Imperatrice Laseen. La Seconda Armata Malazan, agli ordini del Gran Pugno Dujek detto Un-Braccio, sta assediando da tre anni la Libera Città di Pale di Genabackis. La campagna di Genabackan non sta andando bene per l'Impero che ha schierate sul continente tre armate: oltre alla Seconda che assedia Pale, sul fronte settentrionale ci sono la Quinta e la Sesta che affrontano i reggimenti Tiste Andii della Progenie della Luna, sotto il comando di Caladan Broods, e i mercenari della Guardia Cremisi sotto il comando del Principe K'azz D'Avore. Uno dei pochi aspetti positivi per l'Impero è stata l'alleanza del 1156 con il popolo Moranth che ha permesso una svolta fondamentale nella scienza bellica, ad esempio il trasporto aereo, reso possibile dall'impiego delle creature alate dei Moranth, i Quorl.
L'assedio di Pale si trascina da anni senza successo anche perché Pale ha trovato un formidabile alleato, la fortezza sospesa chiamata la Progenie della Luna, una fortezza di basalto che ospita il nemico più potente con cui l'Impero Malazan si sia mai scontrato. All'alba di un nuovo giorno si svolge una riunione alla tenda di comando del Gran Pugno Dujek: oltre al comandante partecipano quattro maghi: Tattersail, comandante del quadro dei Maghi della Seconda Armata, il suo compagno Calot, Hairlock e il Gran Mago Tayschrenn, uomo di fiducia dell'imperatrice. Dujek informa Tattersail, Calot e Hairlock che l'imperatrice ha deciso che è giunto il momento di attaccare la Progenie della Luna, visto che la Campagna Settentrionale sta andando male per le forze imperiali e quindi a breve potrebbero giungere i reggimenti Tiste Andii di rinforzo a Pale, costringendo la Seconda a dividersi su due fronti.
Il piano d'attacco alla Progenie della Luna prevede lo schieramento di tre gruppi: il primo affidato a Tayschrenn, il secondo a tre altri Grandi Maghi (Bellurdan, Nightchill e A'Karonys), il terzo al quadro dei Maghi di Tattersail. L'avversario dei maghi dell'Impero è l'Arcimago Anomander Rake, Signore dei Tiste Andii e della Progenie della Luna, che domina la stregoneria Kurald Galain, l'Antica Magia, detta anche il respiro del Caos. Lo scontro è sin dall'inizio violentissimo, onde di fuoco colpiscono la fortezza, da dove si alza una nube nera: migliaia di Grandi Corvi volano sopra la città e la pianura. La devastazione non si ferma: rocce si sgretolano dalla fortezza e piombano giù sui soldati e sulla città, mentre altre ondate di magia uccidono Calot e colpiscono Hairlock, tagliandolo in due tronconi. 
Qualcosa però provoca un dubbio in Tattersail: l'ondata di magia che ha colpito Hairlock non proveniva dall'alto, ma dalla pianura. Nel frattempo cadono anche Nightchill, uccisa e fatta a pezzi da un demone Kenryll'ah, e A'Karonys polverizzato da una magia di Anomander Rake. Tuttavia la battaglia volge a favore dell'Impero: la Progenie della Luna, devastata e incendiata, si allontana, mentre le ultime rupi enormi si schiantano su Pale. La città infine è caduta e le legioni Moranth possono marciare entro le mura per saccheggiare e massacrare i sopravvissuti.

#### Il Nono Squadrone
Dopo la battaglia quattro soldati del Nono Squadrone degli Arsori di Ponti raggiungono la posizione di Tattersail: sono Wiskeyjack, il sergente, Ben lo Svelto, mago dello Squadrone, Kalam, il sicario e Dispiacere, ragazza di 15 anni arruolata ad Itko due anni prima, al tempo del massacro. Il gruppo dei soldati si reca presso il corpo mutilato di Hairlock e Ben lo Svelto opera una magia - una migrazione di anima - sul mago morente utilizzando un oggetto nascosto in un contenitore di pelle. Tattersail sospetta ci sia stato un accordo fra Hairlock e gli Arsori, visto che in mattinata il mago Hairlock era stato inviato da Dujek nei tunnel sotto le mura di Pale dove era schierato il Nono Squadrone. I tunnel dovevano servire a scalzare con l'esplosivo le mura di Pale, ma non si era ottenuto alcun successo; durante la battaglia quattro dei cinque tunnel erano crollati, mentre Tayschrenn aveva impedito di portare aiuto ai soldati sepolti dentro i tunnel, e di 1400 Arsori i sopravvissuti erano stati solo una trentina.
La magia di Ben introduce la mente di Hairlock in una marionetta di legno, consegnata a Tattersail, che accetta di far parte del piano di vendetta degli Arsori contro Tayschrenn.  Gli Arsori superstiti sono convinti che l'Imperatrice voglia eliminare tutti i soldati della Vecchia Guardia, fra cui gli Arsori, in quanto fedeli al defunto imperatore Kellanvand.
Una trireme imperiale conduce il capitano Ganoes Paran al porto di Genabaris, città Malazan situata a nord-ovest nel continente di Genabackis. L'ufficiale Topper spiega a Paran la situazione: il capitano prenderà immediatamente il comando dello Squadrone di Wiskeyjack nei cui ranghi è anche Dispiacere, il cui effetto negativo si sta diffondendo non solo fra gli Arsori, ma in tutta l'armata imperiale. Da Genabaris, utilizzando i Quorls volanti degli alleati Moranth, Paran giunge a Pale, ormai sotto controllo imperiale.
Frattanto a Pale Tattersail incontra il mago Bellurdan, ancora devastato dal dolore per la morte dell'amata Nightchill durante l'attacco alla Progenie della Luna, il quale reca con sé un sacco contenente i resti in decomposizione della sua donna da seppellire in un tumulo nella Pianura Rhivi.
Whiskeyjack, Kalam e Ben lo Svelto considerando gli ultimi eventi, ritengono probabile che Laseen abbia intenzione di eliminare gli Arsori, mentre altri sospetti si addensano su Dispiacere e sul suo coinvolgimento nell'assassinio di un ufficiale. Tattersail su richiesta di Tayschrenn fa una lettura del Mazzo dei Dragoni per il Grande Mago e invia un messaggio a Whiskeyjack.

### Darujhistan

#### Ladri e assassini
Prossimo obiettivo dell'Impero è la grande città di Darujhistan sulle rive del Lago Azzurro, ultima delle Città Libere di Genabackis ancora indipendente.
La città è governata dal Consiglio, ma di notte dettano legge ladri e sicari: Crokus Mano-Giovane, giovane ladro, si introduce nella proprietà dei D'Arle, mentre poco distante Talo Krafar, della Corporazione dei Sicari, pattuglia i tetti nelle vicinanze del campanile del Tempio di K'rul, Antico Dio senza più fedeli. Talo viene ferito da un colpo di balestra scagliato da un altro sicario, forse è iniziata una nuova guerra fra i clan dei sicari, anche se sembra improbabile che qualcuno voglia mettere in discussione il potere di Vorcan, la prima Signora della Corporazione.
Talo sa di essere inseguito, prepara la sua balestra e scaglia il dardo contro la figura che si avvicina, che in realtà è Crokus. Il ladro si salva perché si abbassa a raccogliere una moneta che rimbalza ai suoi piedi, mentre due pugnali affondano le loro lame nel petto di Talo.
Crone, un Grande Corvo della Progenie della Luna, vola su Darujhistan, inviato da Anomander Rake per preparare un incontro con Baruk, un importante alchimista della città. Intanto un soldato della guardia cittadina, in realtà una spia al servizio di Baruk e della misteriosa Anguilla, dal suo posto al Contrafforte del Despota osserva l'incontro fra due membri del Concilio di Darujhistan: si tratta dei Consiglieri Turban Orr e Feder. Baruk è una delle personalità più importanti della città e adesso sta usando tutto il suo potere per sottrarre la città dall'influenza dell'Impero Malazan, e per far ciò accetta di incontrare Anomander Rake.

#### Baruk l'alchimista
Dall'esterno del palazzo di Lady Simtal, l'assassino Rallick Nom spia l'incontro fra la nobildonna e il Consigliere Lim, durante il quale i due discutono del potere di Baruk e del suo legame con una misteriosa "Cabala". Nel frattempo si svolge anche il colloquio fra il consigliere Turban Orr e l'alchimista Baruk, mentre Crone assiste, assumendo l'aspetto di un cane.
Orr desidera convincere Baruk e gli altri maghi della città che è necessario far passare al Consiglio una mozione nella quale si proclami la neutralità della città di Darujhistan verso l'Impero.
Il rischio - secondo le parole di Orr - è che altrimenti si ripeta lo "schema" di Pale, dove un Artiglio dell'Impero aveva assassinato tutti i maghi prima dell'attacco finale. Baruk contesta questa informazione e rifiuta di dare il suo sostegno alla proposta di neutralità. Il Grande Corvo Crone sente il suono di una moneta che gira e avverte la presenza di un "potere" da qualche parte entro la città.
Rallick sente anch'egli il suono della moneta e all'ultimo istante cambia idea, uccidendo con la balestra il Consigliere Lim al posto di Lady Simtal. Più tardi Ocelot, assassino e capo clan, informa Rallick Nom che gli assassini di Darujhistan sono sotto attacco e il sospetto ricade sull'Artiglio. Prende forma un piano in cui Rallick farà da esca ai "cacciatori di sicari".
Dopo che il consigliere Turban Orr è andato via, Crone dice a Baruk che sta per verificarsi una "convergenza di potere". Il grande mago Rake giunge dall'alchimista, armato con la sua terribile spada Dragnipur, alla ricerca di un accordo. Secondo il racconto del Signore della Progenie della Luna, non è stato un Artiglio ad uccidere i maghi di Pale, invece l'Artiglio è stato ucciso da Rake, mentre alcuni maghi sono riusciti a fuggire dalla città e a rifugiarsi a Darujhistan. Adesso Rake vuole prendersi le loro teste usando la spada Dragnipur, a meno che Baruk non sia disposto a consegnargliele.
Un'altra informazione sconcertante di Rake è che il grande mago dell'Impero, Tayschrenn, durante la battaglia di Pale ha ucciso alcuni maghi del suo esercito.

#### Il sogno di Kruppe
All'alba alla  Locanda della Fenice, Crokus, Murillio e Kruppe - un mago scalcinato che fa da maestro a Crokus - stanno giocando a carte, mentre Coll è completamente ubriaco. Crokus racconta le sue avventure notturne e la caccia ai sicari, mentre secondo Rallick si tratta solo di chiacchiere. Crokus intanto comincia a sospettare che Rallick e Murillio stanno architettando in segreto qualcosa.
In sogno Kruppe incontra l'antico Dio K'Rul, il quale gli rivela che l'aggiunto Lorn e il T'lan Imass Tool sono i Risvegliatori e che lui, il Dio, perderà una battaglia ma non morirà. Al molo sul lago il Violatore del Cerchio, guardia e spia al servizio dell'Anguilla, attende di consegnare una pergamena al suo contatto, ma decide di strappare il messaggio, forse per timore del Consigliere Turban Orr. A casa di Lady Simtal, la nobildonna accusa Orr di complottare con l'Impero attraverso la dichiarazione di "neutralità", allo scopo di guadagnare il titolo di Pugno, dimenticando il trattamento violento dei Malazan verso la nobiltà. Infine Lady Simtal chiede ad Orr di assassinare Coll, suo ex-marito.

### La missione

#### L'imboscata a Lorn
Il sergente Whiskeyjack si prepara a salpare con il suo squadrone verso la città di Darujhistan attraverso il Lago Azzurro. Rendendosi conto che il piano originale per conquistare la città sarebbe stato in realtà il modo con cui l'Imperatrice si sarebbe liberata degli Arsori di Ponti, lo squadrone decide di procedere con un nuovo piano.
Intanto Toc il Giovane, a tre giorni di viaggio da Pale, più a nord, mentre attraversa la Pianura Rhivi, si imbatte nel luogo di uno scontro dove si trovano i corpi di marines elites Malazan, uccisi da un gruppo di Barghast.
Accanto a questi c'è anche il cadavere dello sciamano Barghast che comandava il gruppo, e ciò lascia intendere che questi sia stato vittima della spada di Lorn fatta di Otataral, un materiale in grado di annullare la magia. Toc continua a seguire le tracce e quindi incontra l'Aggiunto Lorn e la sua scorta di marines, sotto attacco da parte del gruppo di guerrieri Barghast.
Dopo la morte degli ultimi due marines di scorta, dal terreno emerge l'antico T'lan Imass Onos Toolan, che uccide gli aggressori Barghast. Toc il Giovane e Lorn proseguono con un cavallo Wiccan insieme a Onos T'oolan verso Pale.

#### Paran e Tattersail
Il capitano Ganoes Paran, in una locanda di Pale, restituisce il favore alla maga Tattersail prendendosene cura durante la sua infermità. Quando Tattersail si risveglia sei giorni dopo i due si presentano; la maga nota la spada del capitano e gli chiede che nome le abbia dato, questi gli risponde che il nome della spada è "Fortuna" e che non l'ha mai utilizzata prima del combattimento contro il Segugio. Paran rivela anche che il mago Hairlock ha tentato più volte di entrare nella stanza sperando in un'assenza temporanea del capitano per uccidere la donna. Tattersail informa Paran che il mago desidera eliminare anche lui e così devono tenersi d'occhio a vicenda affinché Hairlock non possa essere un pericolo.
Toc il Giovane e l'Aggiunto Lorn giungono a Pale, Lorn si congeda con l'Artiglio dopo aver incontrato il Gran Pugno Dujek Un-Braccio e lo informa che la sua missione la porterà fuori città.
Dujek e Lorn decidono quindi di organizzare una cena e invitano Tayschenn, Tattersail e Toc.
Dopo la cena Paran rivela a Tattersail che è conoscenza di una parte del piano di Lorn, la maga fraintende e pensa che Paran sia un traditore e che cerchi di eliminare gli Arsori di Ponti, dopo aver chiarito la situazione i due si aggiornano sull'identita di Dispiacere che è in realtà posseduta dalla Fune Cotillion e del fatto che l'Aggiunto abbia con sé un T'lan Imass. 
Tattersail decide di trovare Whiskeyjack prima che lo faccia Lorn ma prega Paran di rimanere lì a Pale, infine Tattersail dice di essere stanca ma, alla domanda di Paran "Tattersail, quanto sei stanca?", si accende una scintilla fra i due, che vanno a letto insieme.

## Personaggi

### Impero Malazan
- Imperatrice Laseen, un tempo Surly, comandante dell'Artiglio
- Lorn, aggiunto dell'Imperatrice
- Topper, comandante dell'Artiglio dell'Impero
- Tayschrenn, grande mago, impegnato nella campagna di Genabackan
- Ganoes Paran, capitano dell'Esercito Imperiale
- Toc il Giovane, soldato della Seconda Armata ed ex Artiglio
- Dujek, detto Un-Braccio, Gran Pugno della Seconda Armata
- Nightchill, grande maga
- Bellurdan, grande mago, compagno di Nightchill
- A'Karonys, grande mago
- Tattersail, maga, comandante di Quadro della Seconda Armata
- Hairlock, mago del Quadro di Tattersail
- Calot, mago del Quadro di Tattersail

### Il Nono Squadrone
Il Nono è uno degli Squadroni che fanno parte degli Arsori di Ponti, i guastatori dell'esercito imperiale
- Wiskeyjack, sergente
- Ben lo Svelto, mago dello Squadrone
- Kalam, caporale e assassino
- Dispiacere, ragazza posseduta da Cotillion, la Fune

### LaProgenie della Luna
- Anomander Rake, Signore dei Tiste Andii
- Serrat, maga e assassina
- Crone, Grande Corvo e maga
- Caladan Broods, comandante reggimento dei Tiste Andii

### Darujhistan
- Rallick Nom, assassino
- Murillio, giovane elegante, amico di Rallick Nom
- Crokus, giovane ladro
- Kruppe, mentore di Crokus
- Mammot, storico, zio di Crokus
- Baruk, mago e alchimista
- Turban Orr, Consigliere
- Lady Simtal, nobildonna
- Ocelot, sicario e capoclan
- Vorcan, Signora della Corporazione dei Sicari
- Il Violatore del Cerchio, guardia cittadina e spia dell'Anguilla

### Gli Ascendenti
- Tronod'Ombra, il Re dell'Alta Casa dell'Ombra, alias Ammanas
- La Fune, il Sicario dell'Alta Casa dell'Ombra, alias Cotillon
- Oponn, i Gemelli, alias il Giullare della Fortuna
- K'rul, Dio antico, il Creatore dei Sentieri

## Edizioni
- Steven Erikson, I giardini della Luna, traduzione di Lucia Panelli, Armenia Edizioni, 2004,  p. 602, ISBN 978-88-344-1680-8.